# Panhard & Levassor Type P

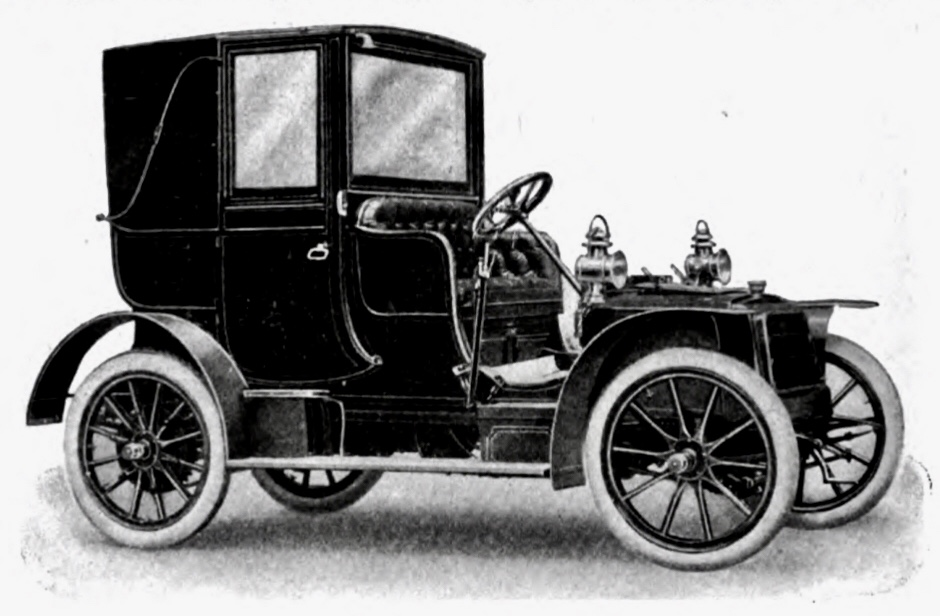
In einer Anzeige von 1906

Der Panhard & Levassor Type P ist ein frühes Pkw-Modell. Hersteller war Panhard & Levassor in Frankreich.

## Beschreibung
Die Fahrzeuge haben einen von Arthur Constantin Krebs entwickelten Ottomotor. Im Motorcode „S3E“ steht das „S“ für diesen „Centaure allégé“ genannten Motor und die „3“ für die Anzahl der Zylinder.
Es ist ein Dreizylindermotor, übrigens der einzige dieses Herstellers. Die Zylinder sind einzeln gegossen und in Reihe angeordnet. Jeder hat 80 mm Bohrung und 120 mm Hub, was 1810 cm³ Hubraum ergibt. Der Motor wurde auch 8 CV genannt. Die Leistung des Frontmotors wird über ein Vierganggetriebe und Ketten an die Hinterachse übertragen.
In Bezug auf die Karosseriebauformen sind Doppelphaeton und Landaulet bekannt.
Die Produktion lief von Dezember 1903 bis 1910. Im letzten Jahr wurden nur noch kleine Nutzfahrzeuge auf dieser Basis hergestellt. In den einzelnen Kalenderjahren entstanden 3, 222, 218, 60, 111, 29, 6 und 4 Fahrzeuge. Zusammen sind das 653 Stück, von denen 431 exportiert wurden.
Soweit bekannt, ist nur ein Fahrzeug erhalten geblieben.